# Songs of Darkness Words of Light
| Críticas profissionais | Críticas profissionais |
| Avaliações da crítica  | Avaliações da crítica  |
| Fonte                  | Avaliação              |
| ---------------------- | ---------------------- |
| AllMusic               | [ 1 ]                  |

Songs of Darkness Words of Light é o oitavo álbum de estúdio da banda inglesa de doom metal My Dying Bride e foi lançado em 23 de fevereiro de 2004. Esse álbum marca a estreia da tecladista Sarah Stanton.

## Lista de faixas
| N.º            | Título                     | Duração |  |
| 1.             | "The Wreckage of My Flesh" | 8:45    |  |
| 2.             | "The Scarlet Garden"       | 7:49    |  |
| 3.             | "Catherine Blake"          | 6:32    |  |
| 4.             | "My Wine in Silence"       | 5:53    |  |
| 5.             | "The Prize of Beauty"      | 8:02    |  |
| 6.             | "The Blue Lotus"           | 6:33    |  |
| 7.             | "And My Fury Stands Ready" | 7:45    |  |
| 8.             | "A Doomed Lover"           | 7:54    |  |
| Duração total: | Duração total:             | 59:13   |  |

## Créditos
- Aaron Stainthorpe - vocal
- Andrew Craighan - guitarra
- Hamish Glencross - guitarra
- Adrian Jackson - baixo
- Sarah Stanton - teclado
- Shaun Taylor-Steels - bateria